# Приймачук Ганна Йосипівна
Ганна Йосипівна Приймачук (1920, село Новосілки, тепер Турійського району Волинської області — ?) — українська радянська діячка, старший машиніст вуглепідйомного крану Ковельського паровозного депо Волинської області. Депутат Верховної Ради СРСР 3—4-го скликань (1950—1958).

## Біографія
Народилася у бідній багатодітній селянській родині. Закінчила чотири класи початкової школи. З юних років наймитувала у поміщиків.
У 1939—1941 роках — провідник на Ковельському залізничному вузлі Волинської області.
Після німецько-радянської війни працювала кочегаром Ковельського паровозного депо, навчалася на залізничних курсах. У 1945 році вступила до комсомолу.
Потім — помічник машиніста, старший машиніст вуглепідйомного крану Ковельського паровозного депо Волинської області.
Член ВКП(б) з 1951 року.
Закінчила Тернопільську дворічну партійну школу.